# Clan Rokkaku

Sumitate-Yotsumeyui, le mon du clan Rokkaku.

Le clan Rokkaku (六角氏, Rokkaku-shi) est un clan japonais qui descend du clan Sasaki. Il était influent dans la province d'Omi, pendant la période Sengoku. Le clan Rokkaku a aussi eu un rôle notable pendant la guerre d'Onin. Le clan a été opposé au clan Asai. Après le siège de Chōkōji et la perte de leur château (pris par le clan Oda), le clan Rokkaku perdit toute influence et devint une famille de daimyos mineurs.

## Codes domestiques de l'époque Sengoku
Au cours de l'époque Sengoku, la culture sociale et juridique du Japon évolue indépendamment de l'histoire bien connue des séries de batailles et d'escarmouches armées. Un certain nombre de daimyos progressistes promulguent de façon indépendante des codes de conduite à appliquer dans un han ou un domaine spécifique. Peu d'exemples de ces codes de droit rédigés par des daimyos ont survécu mais le cadre juridique ménagé par le clan Rokkaku reste parmi le petit nombre de documents qui peuvent encore être étudiés. En 1567 est promulgué le Rokkaku-shi shikimoku.
- 1567 : Rokkaku Yoshikata édite le Rokkaku-shi shikimoku[1].
- 1567 : Rokkaku Yoshiharu, fils ainé de Yoshikata, réédite le Rokkaku-shi shikimoku[1].

## Membres du clan
- Sasaki Yasutsuna (XIIIe siècle)
- Rokkaku Jakusai (1348-1424), peintre de yamato-e.
- Rokkaku Takayori (d. 1520), combattit lors de la guerre d'Ōnin.
- Rokkaku Sadayori (XVIe siècle)
- Rokkaku Yoshikata (1521-1598), fondateur de l'école Sasaki d'art martiaux.
- Rokkaku Yoshisuke (d. 1612), vaincu par Nobunaga Oda.